# Enrique Sarmiento Angulo
Enrique Sarmiento Angulo (* 1. Juni 1934 in Bogotá) ist ein kolumbianischer Geistlicher und emeritierter römisch-katholischer Bischof von Fontibón.

## Leben
Der Erzbischof von Bogotá, Crisanto Kardinal Luque Sánchez, weihte ihn am 24. Oktober 1958 zum Priester.
Papst Johannes Paul II. ernannte ihn am 3. Mai 1986 zum Weihbischof in Bogotá und Titularbischof von Crepedula. Der Erzbischof von Bogotá, Mario Kardinal Revollo Bravo, spendete ihm am 13. Juni desselben Jahres die Bischofsweihe; Mitkonsekratoren waren Rafael Sarmiento Peralta, Erzbischof von Nueva Pamplona, und Víctor Manuel López Forero, Militärbischof von Kolumbien.
Vom 13. August bis zum 27. Dezember 1994 war er während der Sedisvakanz Apostolischer Administrator von Bogotá. Am 6. August 2003 wurde er zum Bischof von Fontibón ernannt und am 13. September desselben Jahres in das Amt eingeführt.
Am 25. November 2011 nahm Papst Benedikt XVI. das von Enrique Sarmiento Angulo aus Altersgründen vorgebrachte Rücktrittsgesuch an.